# 新青森站
新青森站（日语：／ Shin-aomori eki */?）是東日本旅客鐵道（JR東日本）的鐵路車站，位於日本青森縣青森市大字石江字高間。新青森站是青森縣廳所在地青森市的新幹線中央車站。

## 車站構造
在來線月台位於地面，採島式月台1面2線設計，上方是一座跨站式站房。新幹線月台則位於站房正上方，月台採島式月台2面4線設計，並在月台上安裝了月台柵門。
站房內設有綠色窗口、換乘通道、自動售票機、自動閘機等設施，但只有新幹線閘機可使用JR東日本的智能卡Suica。

### 月台配置
| 月台       | 公司           | 路線         | 方向     | 目的地                           |
| ---------- | -------------- | ------------ | -------- | -------------------------------- |
| 在來線月台 |                |              |          |                                  |
| 1          | 東日本旅客鐵道 | ■奥羽本線    | （下行） | 主要青森方向                     |
| 2          | 東日本旅客鐵道 | ■奥羽本線    | （上行） | 主要弘前、大館、秋田方向         |
| 新幹線月台 |                |              |          |                                  |
| 11、12     | 東日本旅客鐵道 | 東北新幹線   | （上行） | 盛岡、仙台、東京方向             |
| 13、14     | 東日本旅客鐵道 | 東北新幹線   | （上行） | （此站始發）盛岡、仙台、東京方向 |
| 13、14     | 北海道旅客鐵道 | 北海道新幹線 | （下行） | 新函館北斗方向                   |

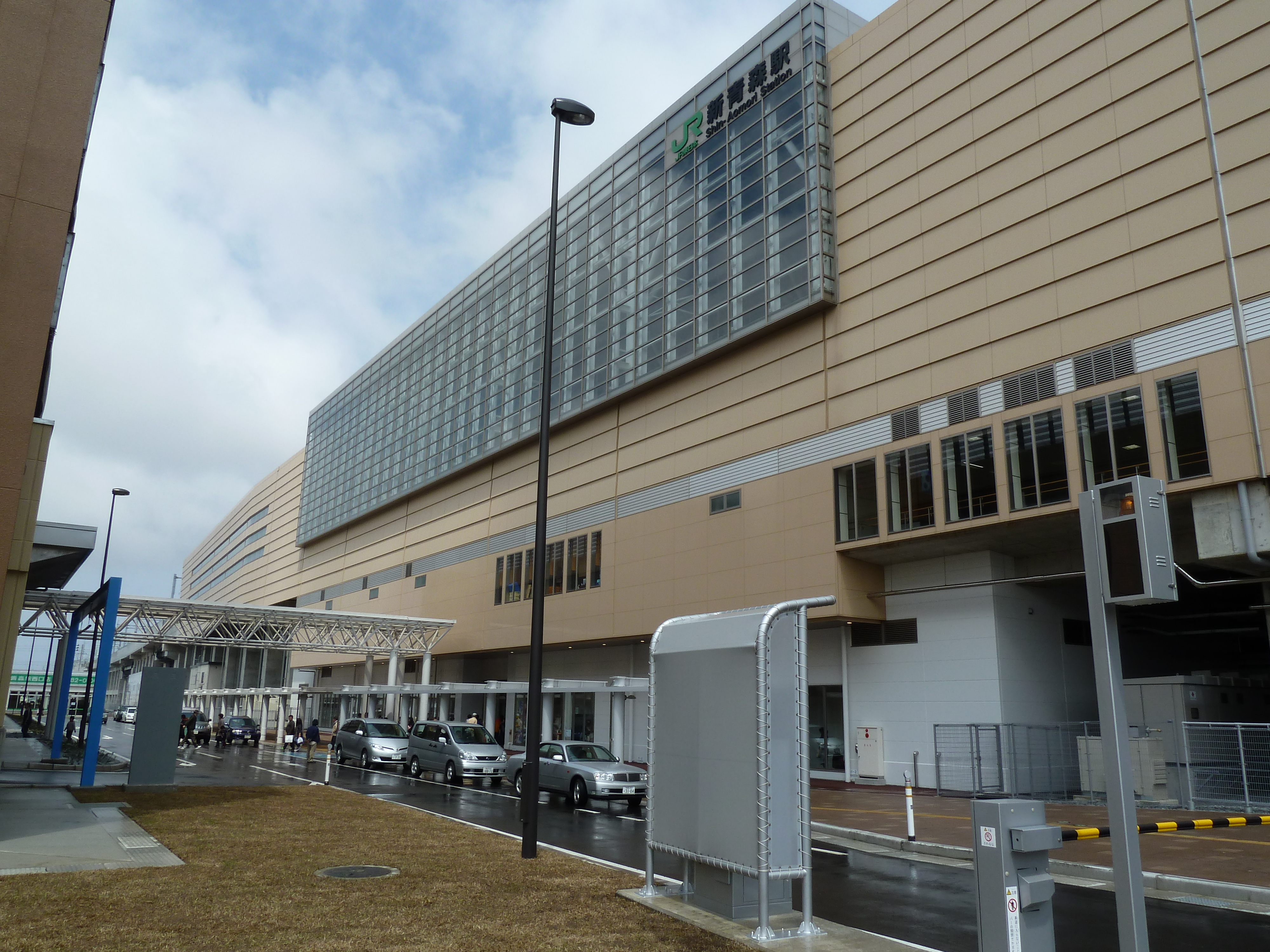
西口
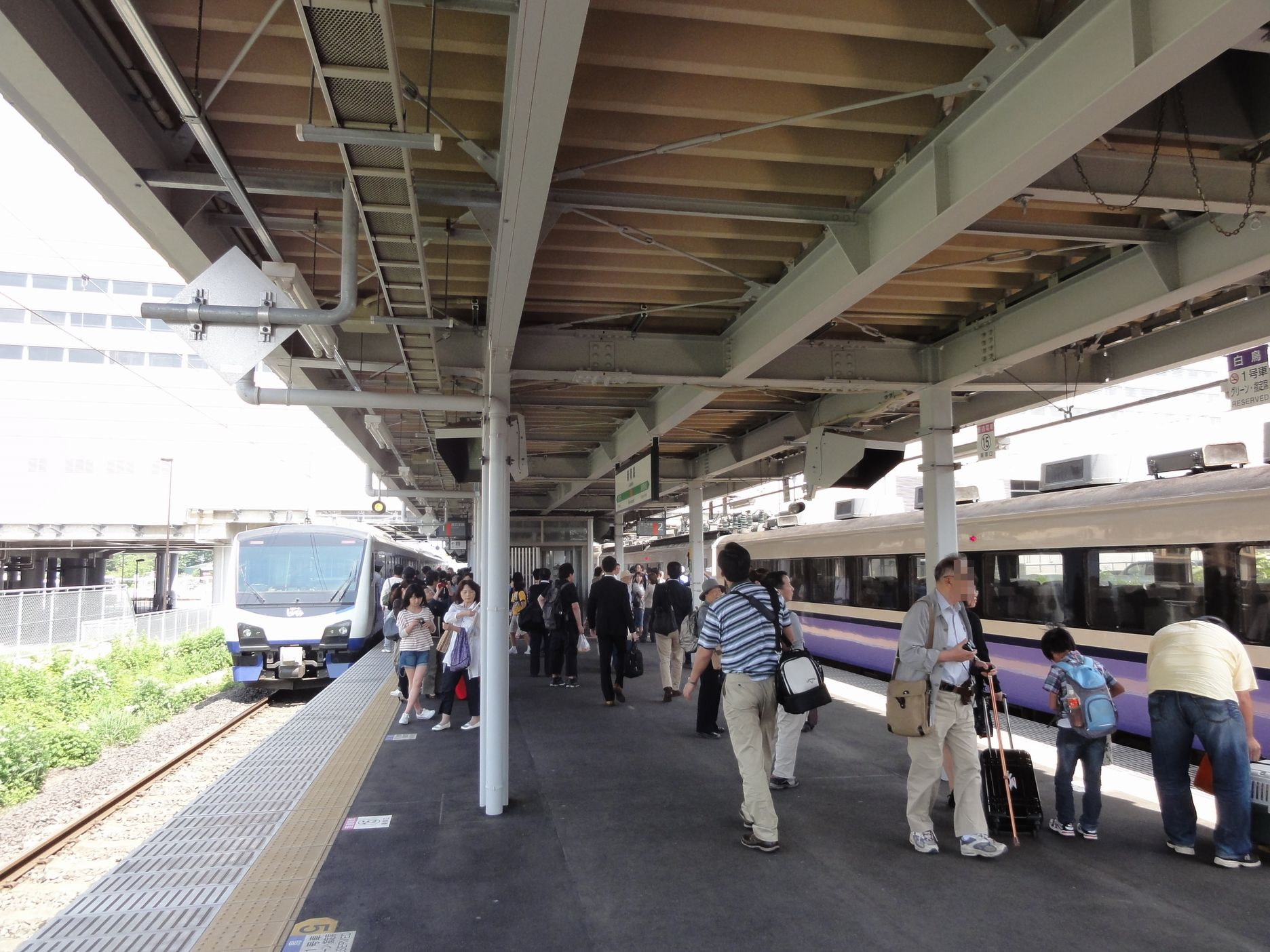
在來線月台
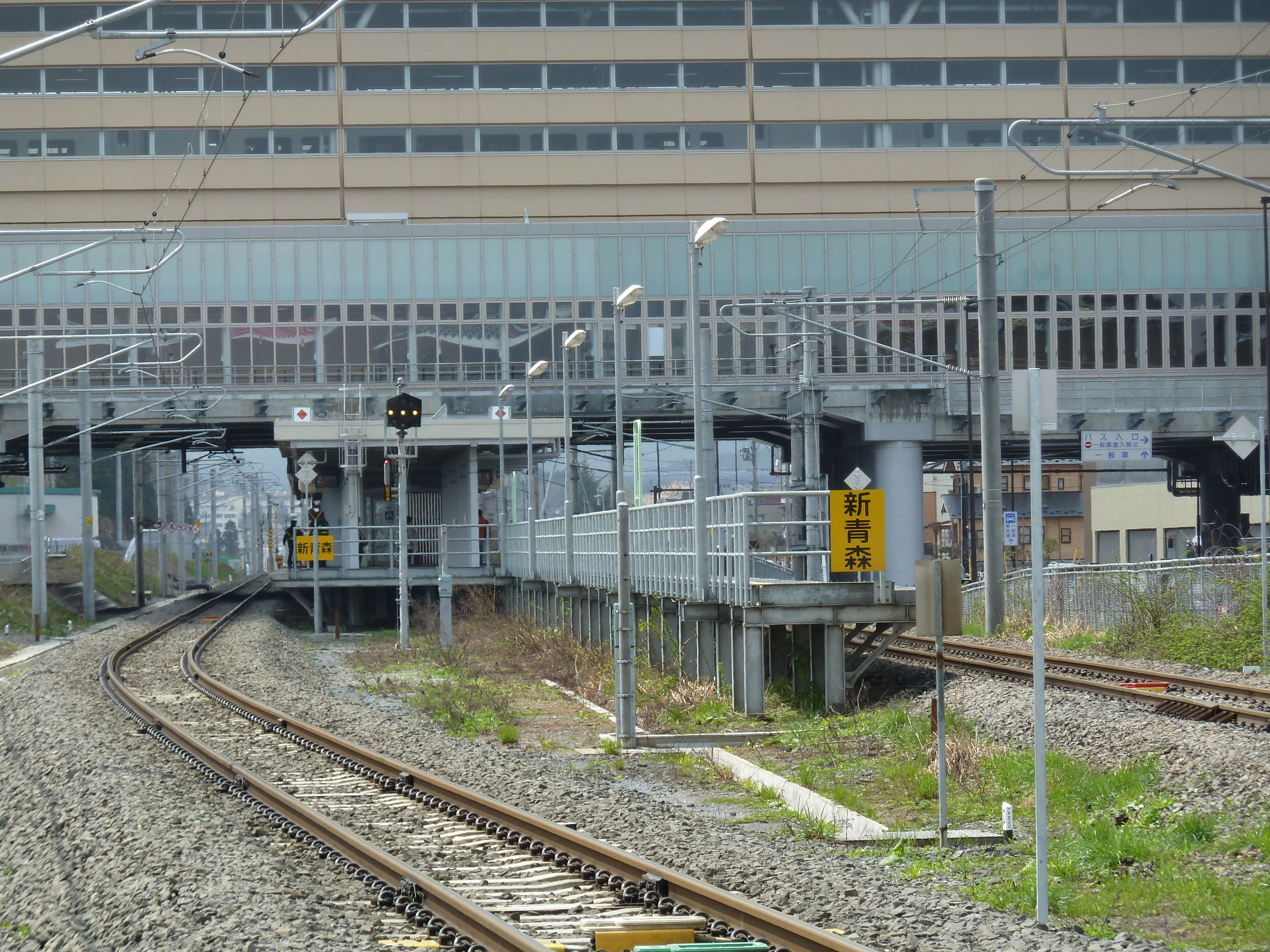
從站外眺望在來線月台
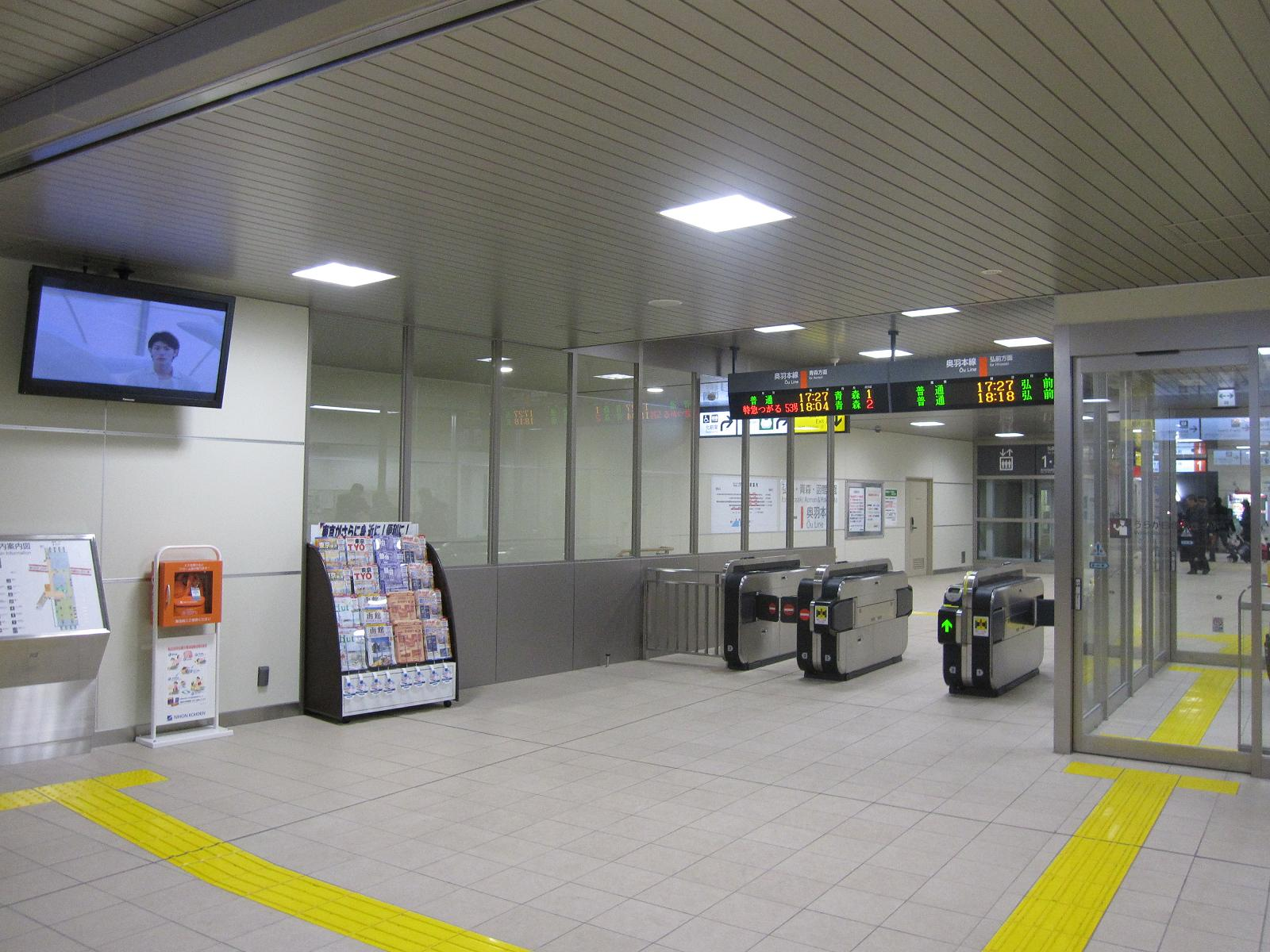
在來線剪票口
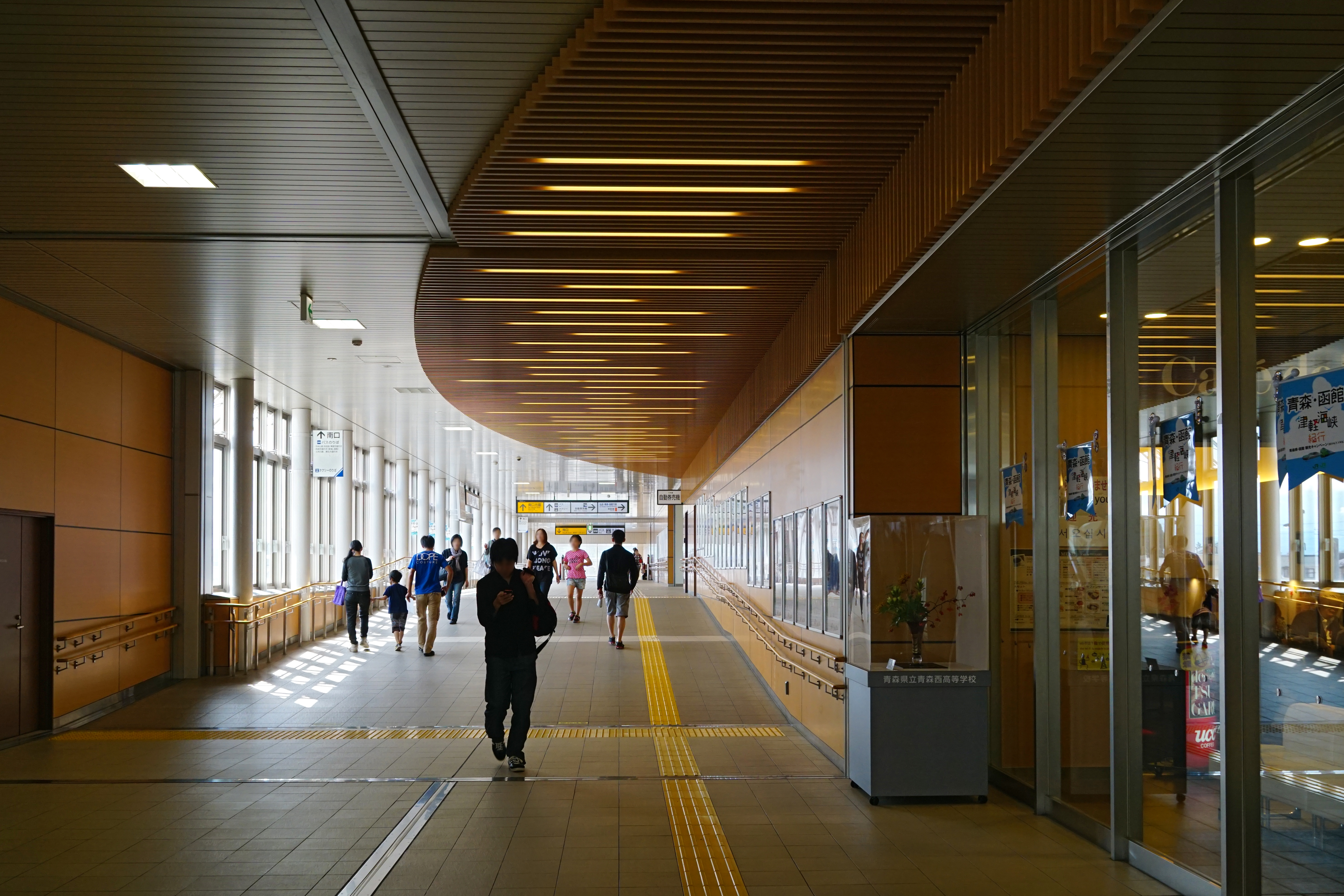
南北自由通道
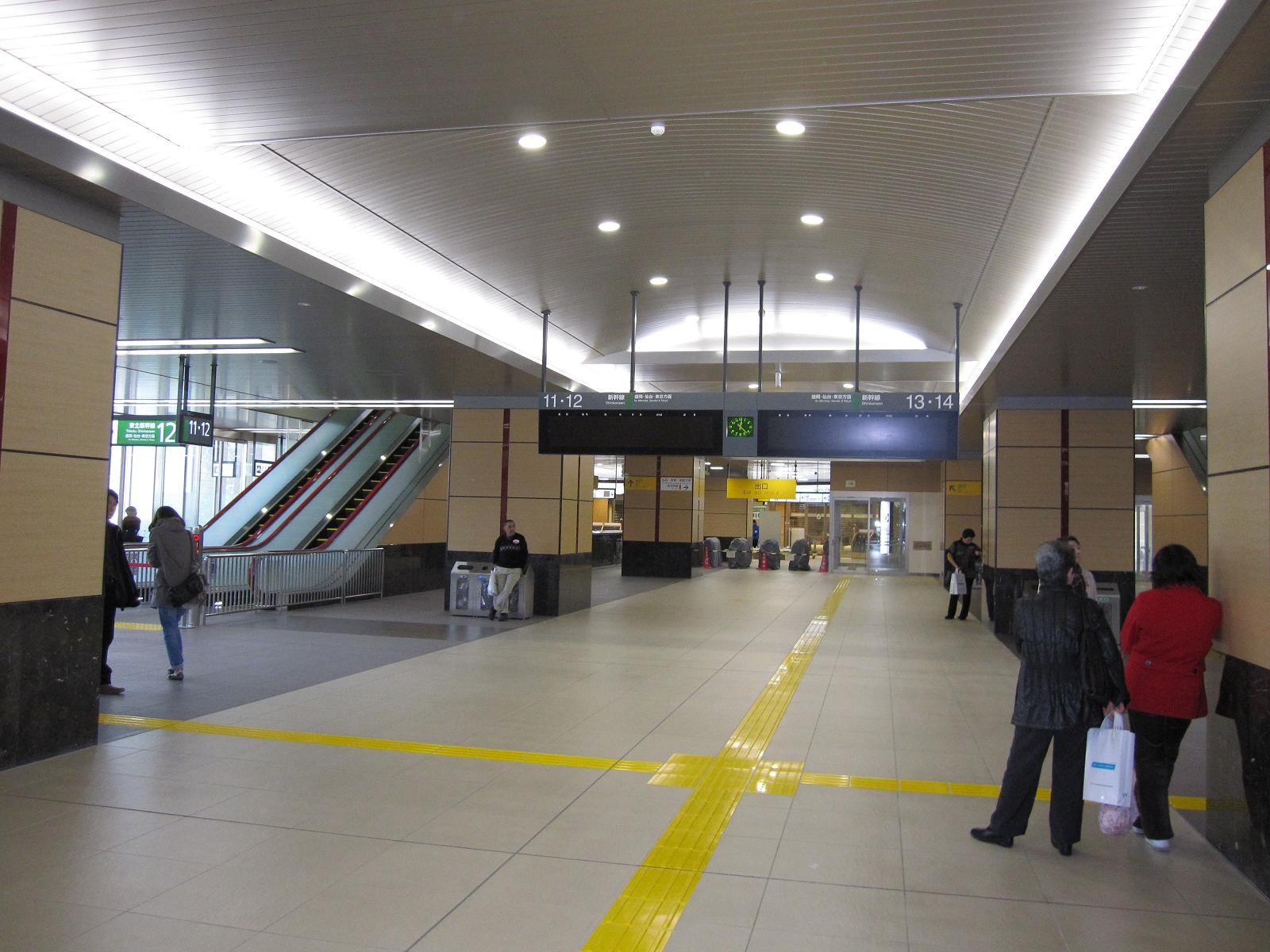
新幹線大堂
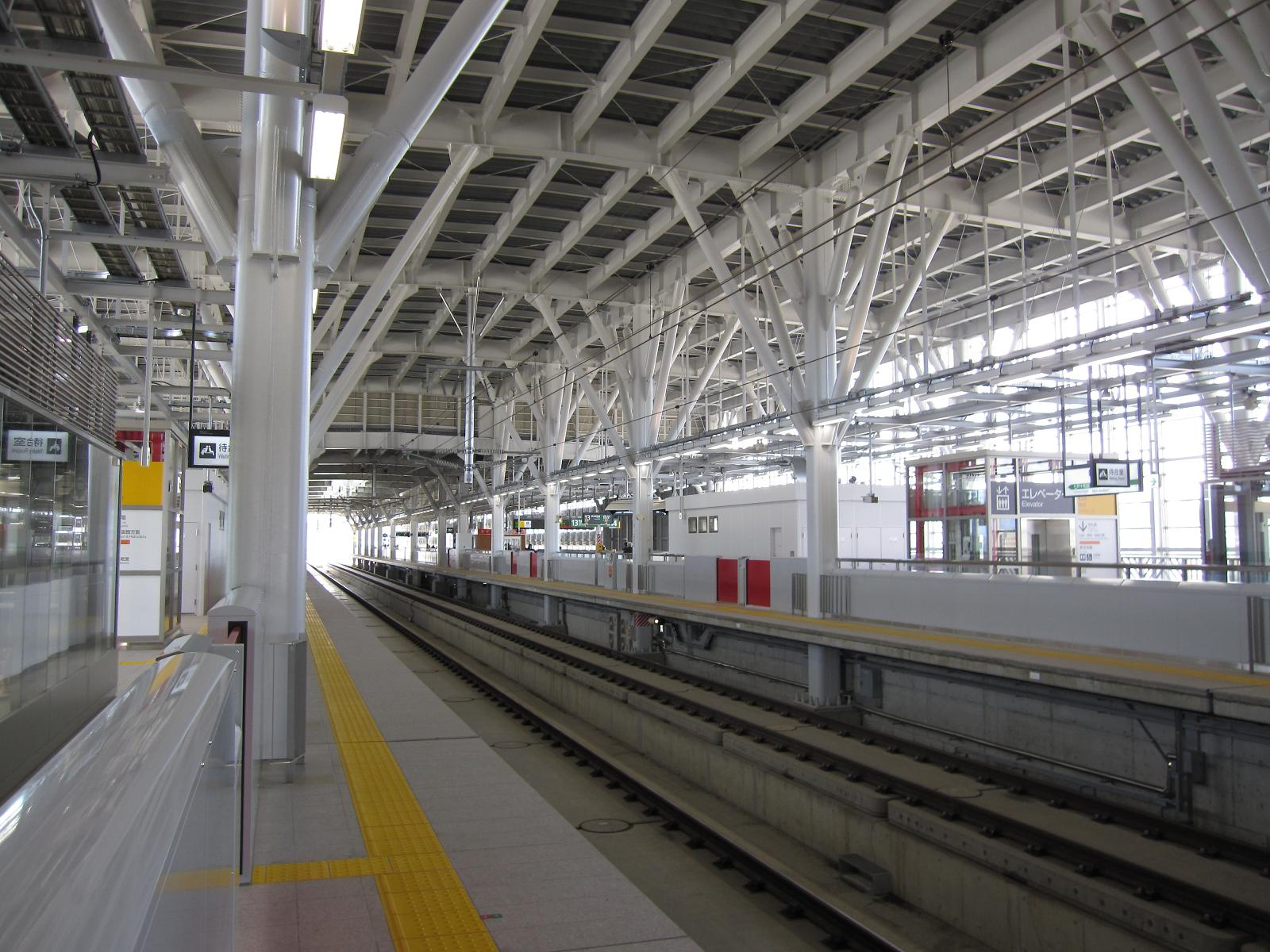
新幹線月台

## 歷史

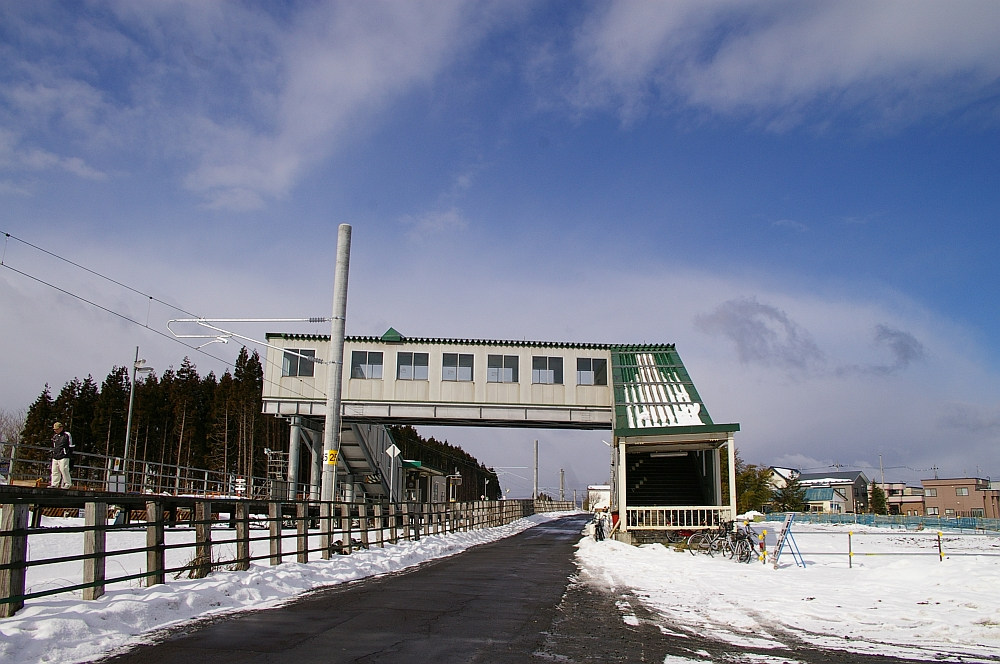
舊站房外觀（2007年3月攝）

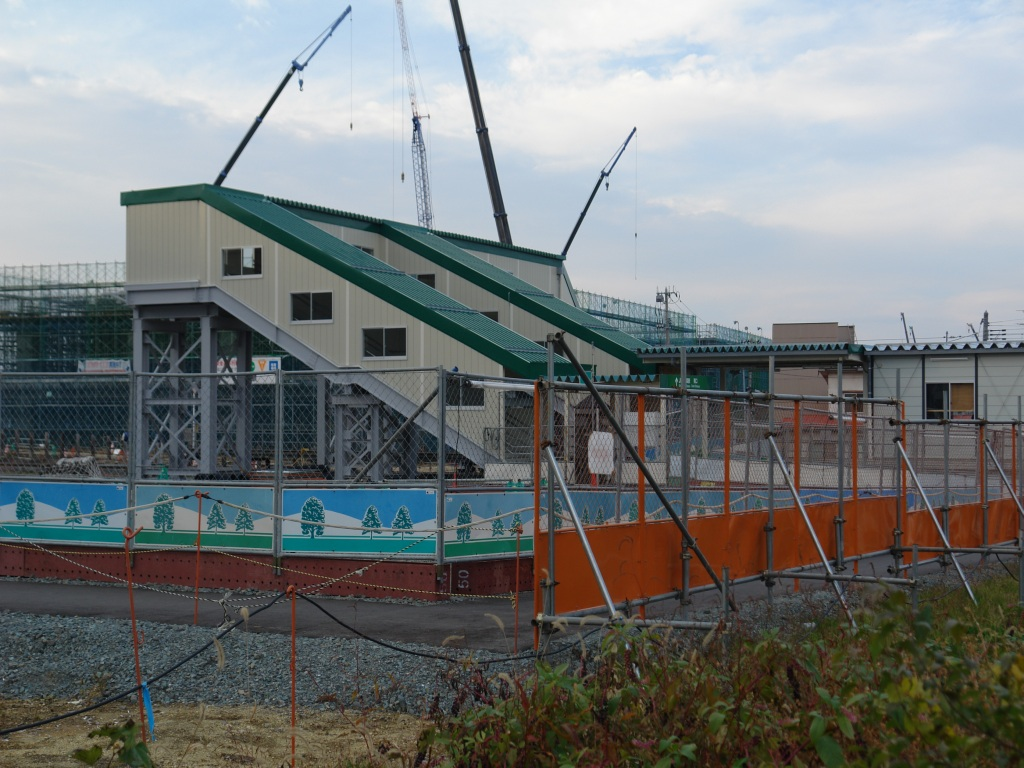
暫設跨線橋（2007年11月攝）

新青森站在規劃階段已是新幹線與在來線的換乘站。一般新幹線換乘站是與新幹線同時啟用，但由於東北新幹線盛岡以北路段興建進度緩慢，引起本站附近居民的不滿，故國鐵決定先設置在來線站區來緩解不滿。
- 1986年（昭和61年）11月1日－本站開業。開業時屬無人駐守站，由津輕新城站長管理。
  - 開業時只有一座側式月台，以往只有部分普通列車班次停靠。
- 1987年（昭和62年）4月1日－國鐵分割民營化，本站由JR東日本接手管理。
- 2003年（平成15年）4月1日－津輕新城站降格為業務委託站，與津輕新城站同歸浪岡站長管理。
- 2007年（平成19年）
  - 7月1日－本站由盛岡支社接管。同日改由青森站長管理。
  - 7月30日－拆除舊站區的跨線橋。
  - 8月27日－暫設站、跨線橋啟用。
- 2008年（平成20年）10月11日－新站房及新幹線月台動工。
- 2010年（平成22年）
  - 2月12日－於新站房北正面口為站名牌及擺放於站房地下的版畫揭幕，而西北口其後改用正式的站名牌。
  - 2月26日－新站房落成。
  - 4月13日－East i試運行東北新幹線八戶－本站路段時停靠本站，成為首列停靠本站的列車。
  - 4月17日－新站房的南北自由通道啟用。同日開始拆除舊站房。
  - 9月8日－JR東日本盛岡支社公布青森鐵道線的班次將在新幹線啟用後直通運行至本站。
  - 9月13日－在來線2號月台啟用。
  - 12月4日－東北新幹線八戶－本站路段開業。同日特急「白鳥」、「超級白鳥」號改以本站為起、終點站，特急「津輕」、臥鋪特急「曙」、「日本海」號、快速列車班次（包括「深浦」及「Resort白神」號）增停本站。
- 2016年（平成28年）
  - 3月26日，北海道新幹線正式通車，同日特急「白鳥」、「超級白鳥」號廢除。
- 2023年5月27日：奧羽本線弘前～青森間可以使用「Suica」[2][3]。

## 相鄰車站
東日本旅客鐵道（JR東日本）
東北新幹線
七戶十和田－新青森
■奥羽本線
- 特急「津輕」停車站

□快速、■普通
津輕新城－新青森－青森
奥羽本線（貨物支線）
新青森－（瀧內信號所）－青森信號場
北海道旅客鐵道（JR北海道）
北海道新幹線
新青森－（新中小國信號場）－奧津輕今別

## 外部連結
- JR東日本－新青森站 （页面存档备份，存于）（日語）

40°49′39″N 140°41′36.5″E / 40.82750°N 140.693472°E